# Zagłębie Sosnowiec
Le Zaglebie Sosnowiec est un club polonais de football basé à Sosnowiec.

## Historique
- 1906 : fondation du club sous le nom de Klub Sportowy Milowice
- 1908 : le club est renommé Towarzystwo Sportowe Union Sosnowiec
- 1918 : le club est renommé TS Victoria Sosnowiec
- 1919 : le club est renommé TS Sosnowiec
- 1931 : le club est renommé Unia Sosnowiec
- 1945 : le club est renommé RKS Sosnowiec
- 1945 : le club est renommé Rejonowa Komenda Uzupełnień Sosnowiec
- 1948 : le club est renommé ZKSM Unia Sosnowiec
- 1949 : le club est renommé ZKS Stal Sosnowiec
- 1962 : le club est renommé GKS Zagłębie Sosnowiec
- 1962 : 1re participation à une Coupe d'Europe (C2, saison 1962/63)
- 1993 : le club est renommé Stal Sosnowiec
- 1994 : le club est renommé STS Zagłębie Sosnowiec
- 2001 : le club est renommé Zagłębie Sosnowiec SSA
- 2004 : le club est renommé Zagłębie Sosnowiec SA

## Bilan sportif

### Palmarès
- Championnat de Pologne
  - Vice-Champion : 1955, 1964, 1967, 1972

- Coupe de Pologne
  - Vainqueur : 1962, 1963, 1977, 1978
  - Finaliste : 1971

### Bilan européen
Note : dans les résultats ci-dessous, le score du club est toujours donné en premier.
| Saison    | Compétition      | Tour         | Club            | Domicile | Extérieur | Total       |
| --------- | ---------------- | ------------ | --------------- | -------- | --------- | ----------- |
| 1962-1963 | Coupe des coupes | Premier tour | Újpesti Dózsa   | 0 - 0    | 0 - 5     | 0 - 5       |
| 1963-1964 | Coupe des coupes | Premier tour | Olympiakos      | 1 - 0    | 1 - 2     | 2 - 2 0 - 2 |
| 1971-1972 | Coupe des coupes | Premier tour | Åtvidabergs FF  | 3 - 4    | 1 - 1     | 4 - 5       |
| 1972-1973 | Coupe UEFA       | Premier tour | Vitória Setúbal | 0 - 1    | 1 - 6     | 1 - 7       |
| 1977-1978 | Coupe des coupes | Premier tour | PAOK Salonique  | 0 - 2    | 0 - 2     | 0 - 4       |
| 1978-1979 | Coupe des coupes | Premier tour | SSW Innsbruck   | 2 - 3    | 1 - 1     | 3 - 4       |

1. ↑  Un match d'appui sur terrain neutre est disputé pour départager les deux équipes.

Légende
- Victoire ou qualification pour le tour suivant
- Match nul
- Défaite ou élimination de la compétition

## Anciens joueurs
- Andrzej Jarosik
- Rafał Makowski
- Włodzimierz Mazur
- Wojciech Rudy
- Jan Urban